# Жидівський курінь
Юдейський пробойовий курінь (офіційна назва — «Пробойовий курінь І Корпусу Галицької Армії») — самостійний оперативний військовий підрозділ 1-го корпусу Української Галицької Армії.

## Історія куреня
Сформований у червні 1919 під час Чортківської офензиви з юдейської міліції Тернополя. Командир — поручник Соломон Ляйнберг. 16 червня стрільці УГА відбили Тернопіль у поляків, і за уповноваженням виконавчого комітету євреїв Тернополя — «Юдейської національної ради», Ляйнберг звернувся до полковника Микитки з пропозицією вступити разом із кількома сотнями євреїв у курінь в УГА.
Серед командирів сотень і чот були також старшини-українці.
У військових списках з'єднання називалося «Юдейський пробойовий (ударний) курінь», офіційна назва була — «Пробойовий курінь І Корпусу Галицької Армії». Налічував в своїх лавах до 1200 вояків.
Місце дислокації та вишколу — село Остап'є (нині Підволочиського району Тернопільської області). Від 14 липня Юдейський Курінь брав участь у бойових діях з польськими військами на лінії сіл Максимівка-Романове Село-Жеребки-Колодіївка, прикривав відхід частин 1-го корпусу за Збруч у районі Скалата, Гримайлова та Гусятина.
25 липня 1919 почався наступ на більшовицькому фронті, командування 21-ї бригади наказало куреню активно переслідувати ворога. Курінь досяг містечок Солобківці, Зіньків, а на кінець дня 31 липня — району містечка Михальполь, що перебувало в руках більшовиків. Після кількох перестрілок курінь перейшов в атаку, захопив Михальполь і взяв у полон майже увесь гарнізон.
Відзначився в боях із більшовицькими військами під містами Проскурів (нині Хмельницький), Вінниця, Фастів, Бердичів. У Бердичеві своєю поведінкою під час несення служби і гуманністю курінь заслужив довіру населення, і поручник Ляйнберг отримав від міської громадської управи повноваження провести мобілізацію єврейської молоді. 
Внаслідок бойових дій та епідемій висипного тифу і шигельозу курінь втратив 2/3 складу. Начальна команда УГА його розформувала, вцілілих вояків перевели в інші частини.
Частина людей дісталася до Одеси, звідки разом з членами місцевої єврейської бойової дружини емігрували до Палестини. Дехто залишився на території Радянської України, а деякі, повернулися в Галичину, яка на той час була вже під Польщею.

## Склад куреня

Соломон Ляйнберґ

- 4 стрілецьких (по 200—220 вояків) і скорострільна (8 кулеметів) сотні,
- 3 чоти — кінноти, саперна і зв'язку.

## Командування куреня
Командир куреня Соломон Ляйнберг, за однією із версій: повернувся у 1920 році до Тернополя і був замордований поляками за участь у Українсько-польській війні.
За іншою: Ляйнберг залишився в Радянській Україні, з 1921 член ВКП(б). Служив начальником радіочастини 4-го (розвідувального) управління штабу РСЧА. Проживав за адресою — м. Москва, Смоленський бульвар, буд. 53, кв. 98.
У 1933 був засуджений до 3-х років позбавлення волі, після звільнення працював завідувачем радіовузла Белбаткомбінату в Карелії.
Повторно заарештований 3 жовтня 1937 та засуджений до вищої міри покарання. Розстріляний 9 квітня 1938 в Ленінграді.